# Peroxybenzoesäure
Die Peroxybenzoesäure (veraltet: Perbenzoesäure) ist eine organische Säure, die ein Derivat der Benzoesäure darstellt. Sie gehört zur Gruppe der Peroxycarbonsäuren.

## Eigenschaften
Peroxybenzoesäure liegt bei Raumtemperatur in Form von farblosen, stechend riechenden Kristallen vor und ist sehr flüchtig. Ihr Schmelzpunkt liegt bei 41–43 °C. Sie ist in Wasser nur wenig, in organischen Lösungsmitteln hingegen leicht löslich.

## Verwendung
Sie ist ein starkes Oxidationsmittel und findet daher vielseitige Anwendungen.
Mit Alkenen ergibt Peroxybenzoesäure Epoxide (Prileschajew-Reaktion), weswegen sie in der analytischen Chemie zur Bestimmung des Gehalts an Doppelbindungen verwendet wird.

## Herstellung
Peroxybenzoesäure wird aus Dibenzoylperoxid und Natriumethanolat in Ethanol hergestellt.

Die Bildung von Peroxybenzoesäure bei der Oxidation von Benzaldehyd mit Wasserstoffperoxid wurde von Hermann Staudinger bereits 1913 beschrieben.